# Estación de Puerta del Ángel
Puerta del Ángel es una estación de la línea 6 del Metro de Madrid en España situada en el barrio homónimo, en el Paseo de Extremadura, próxima al Puente de Segovia, en el distrito de Latina.
Del 31 de mayo al 5 de septiembre de 2025, la estación permanece cerrada por el cierre del arco oeste Moncloa-Méndez Álvaro, cortado por obras de automatización de línea. Se establece un Servicio Especial de autobús gratuito entre ambas estaciones.

## Historia
La estación abrió al público junto con el tramo que cerraba el círculo de la línea 6 entre Laguna y Ciudad Universitaria el 10 de mayo de 1995.
El 10 de abril de 2006 en esta estación chocan dos trenes de mantenimiento, con el saldo de dos muertos y dos heridos.
Desde el 4 de julio de 2015, Puerta del Ángel se convirtió en terminal de la línea 6 por las obras de mejora de las instalaciones entre esta estación y Oporto. El servicio se restableció el 13 de septiembre de 2015.

## Accesos
Vestíbulo Puerta del Ángel
- Plaza Santa Cristina Pza. Santa Cristina, 2
- Caramuel C/ Caramuel 1

## Líneas y conexiones

### Metro
| << cabecera | < estación   | línea | estación >          | cabecera > |
| ----------- | ------------ | ----- | ------------------- | ---------- |
| Circular    | Príncipe Pío |       | Alto de Extremadura | Circular   |

### Autobuses
| Diurnos   |                               |                                              |
| Línea     | Destino                       | Parada                                       |
| 31        | Aluche                        | 873 PUERTA DEL ÁNGEL (Pº de Extremadura, 38) |
| 33        | Casa de Campo                 | 873 PUERTA DEL ÁNGEL (Pº de Extremadura, 38) |
| 36        | Campamento                    | 873 PUERTA DEL ÁNGEL (Pº de Extremadura, 38) |
| 39        | Colonia San Ignacio de Loyola | 873 PUERTA DEL ÁNGEL (Pº de Extremadura, 38) |
| 65        | Colonia Gran Capitán          | 873 PUERTA DEL ÁNGEL (Pº de Extremadura, 38) |
| 158       | Glorieta de los Cármenes      | 873 PUERTA DEL ÁNGEL (Pº de Extremadura, 38) |
| 31        | Plaza Mayor                   | 874 PUERTA DEL ÁNGEL (Pº de Extremadura, 31) |
| 33        | Príncipe Pío                  | 874 PUERTA DEL ÁNGEL (Pº de Extremadura, 31) |
| 36        | Atocha                        | 874 PUERTA DEL ÁNGEL (Pº de Extremadura, 31) |
| 39        | Plaza de España               | 874 PUERTA DEL ÁNGEL (Pº de Extremadura, 31) |
| 65        | Plaza de Jacinto Benavente    | 874 PUERTA DEL ÁNGEL (Pº de Extremadura, 31) |
| 158       | Plaza de España               | 874 PUERTA DEL ÁNGEL (Pº de Extremadura, 31) |
| 138       | Colonia San Ignacio de Loyola | 1453 MERCADO TIRSO DE MOLINA                 |
| 138       | Cristo Rey                    | 1456 METRO PUERTA DEL ÁNGEL (C/ Caramuel, 5) |
| Nocturnos |                               |                                              |
| Línea     | Destino                       | Parada                                       |
| N19       | Colonia San Ignacio de Loyola | 873 PUERTA DEL ÁNGEL (Pº de Extremadura, 38) |
| N19       | Plaza de Cibeles              | 874 PUERTA DEL ÁNGEL (Pº de Extremadura, 31) |
| N18       | Plaza de Cibeles              | 1456 METRO PUERTA DEL ÁNGEL (C/ Caramuel, 5) |
| N18       | Las Águilas                   | 4542 METRO PUERTA DEL ÁNGEL (C/ Caramuel, 6) |